# أوس إبراهيم
أوس إبراهيم لاعب كرة قدم عراقي سابق لعب في نادي أربيل وفي منتخب العراق لكرة القدم.
واسمه الكامل اوس إبراهيم محمد ,طالب في كلية الآداب, , قسم اللغة الفرنسية, الجامعة المستنصرية، بدايته كانت في الفئات العمرية في نادي الزوراء ,براعم وأشبال وناشئين وشباب ومن ثم إلى الخط الأول في النادي ولكن لم تسنح له الفرصة لتمثيل الفريق لذلك توجه صوب نادي العمال ولعب موسمين هناك وبعد ذلك مثل نادي الكرخ لموسم واحد وبعدها عاد إلى فريقه الأم الزوراء ثم انتقل إلى اربيل.

## وصلات خارجية
- أوس إبراهيم على موقع قاعدة بيانات كرة القدم.إي يو (الإنجليزية)
- أوس إبراهيم على موقع ناشيونال فوتبول تيمز (الإنجليزية)